# Històries de fantasmes
Històries de fantasmes (títol original en anglès Roald Dahl's Book of Ghost Stories, títol original en anglès) és un recull de contes de terror de l'escriptor britànic d'origen noruec Roald Dahl publicat el 1983. Segons afirma l'autor a la introducció del llibre, després de parlar amb Lady Cynthia Asquith, escriptora i recopiladora d'històries de fantasmes, va visitar la Biblioteca Britànica, la biblioteca del Museu Britànic de Londres, i allà es va llegir 749 contes i narracions curtes de fantasmes, entre totes elles va triar les catorze que ell considerava millors per a publicar-les en un únic recull. El mateix autor afirmava que "les bones històries de fantasmes, com els bons llibres infantils, són molt difícils d'escriure, jo mateix sóc un escriptor de contes curts i, tot i que fa 45 anys que ho faig, i que sempre he desitjat arribar a escriure'n una de decent, mai no ho he aconseguit."
Contes i autors
- "W.S." de L. P. Hartley
- "Harry" de Rosemary Timperley
- "The Corner Shop" de Cynthia Asquith
- "In the Tube" d'E. F. Benson
- "Christmas Meeting" de Rosemary Timperley
- "Elias and the Draug" de Jonas Lie
- "Playmates" d'A. M. Burrage
- "Ringing the Changes" de Robert Aickman
- "The Telephone" de Mary Treadgold
- "The Ghost of a Hand" de J. Sheridan Le Fanu
- "The Sweeper" d'A. M. Burrage
- "Afterward" d'Edith Wharton
- "On the Brighton Road" de Richard Middleton
- "The Upper Berth" de F. Marion Crawford